# Landstände des Fürstentums Hohenzollern-Sigmaringen

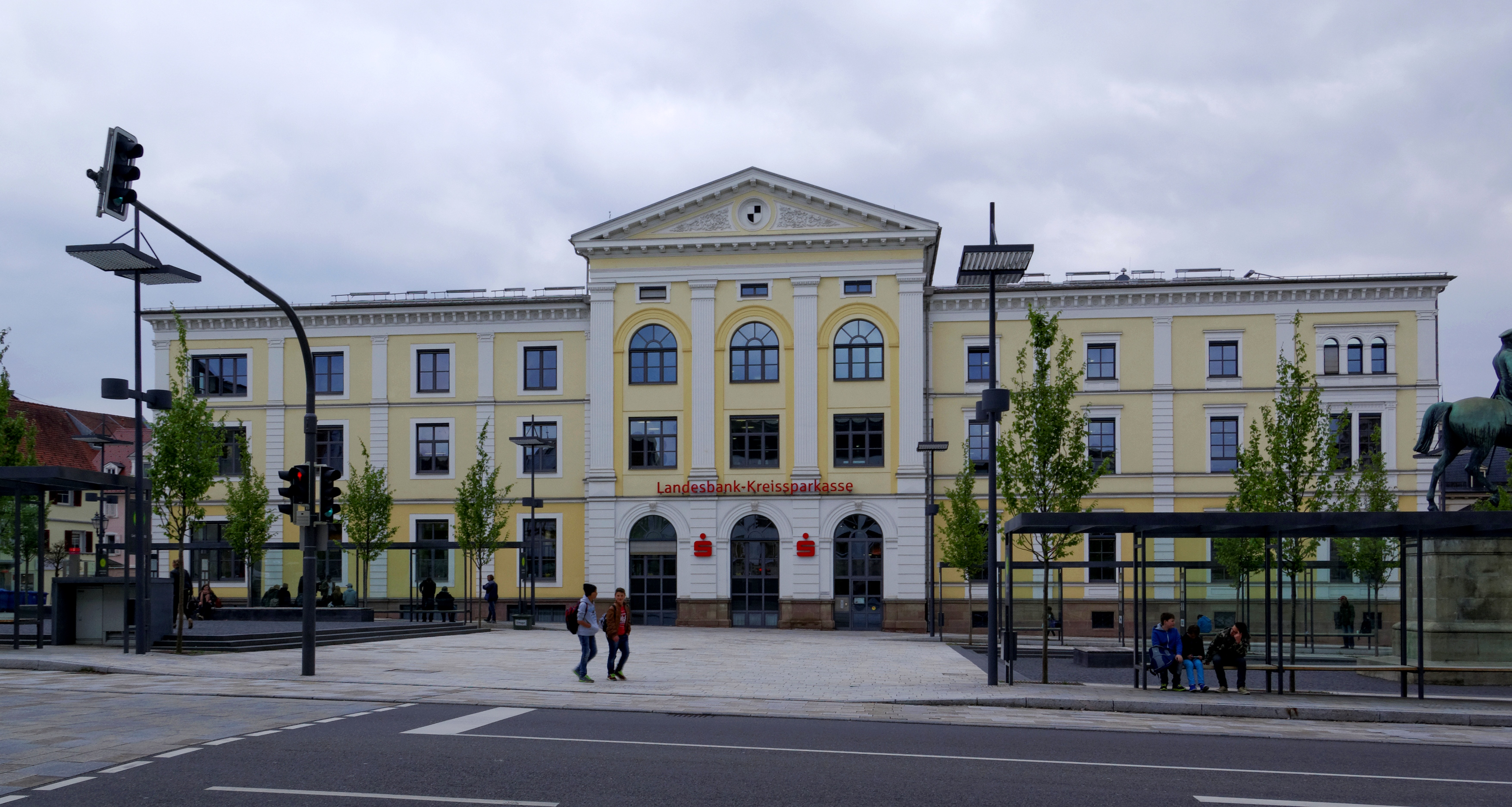
Ständehaus am Leopoldplatz

Die Landstände des Fürstentums Hohenzollern-Sigmaringen bildeten den Landtag des Fürstentums Hohenzollern-Sigmaringen zwischen 1831 und 1849. Nach der Übernahme durch Preußen endete sein Mandat, ohne dass direkt eine Nachfolgeorganisation geschaffen wurde.

## Entstehung

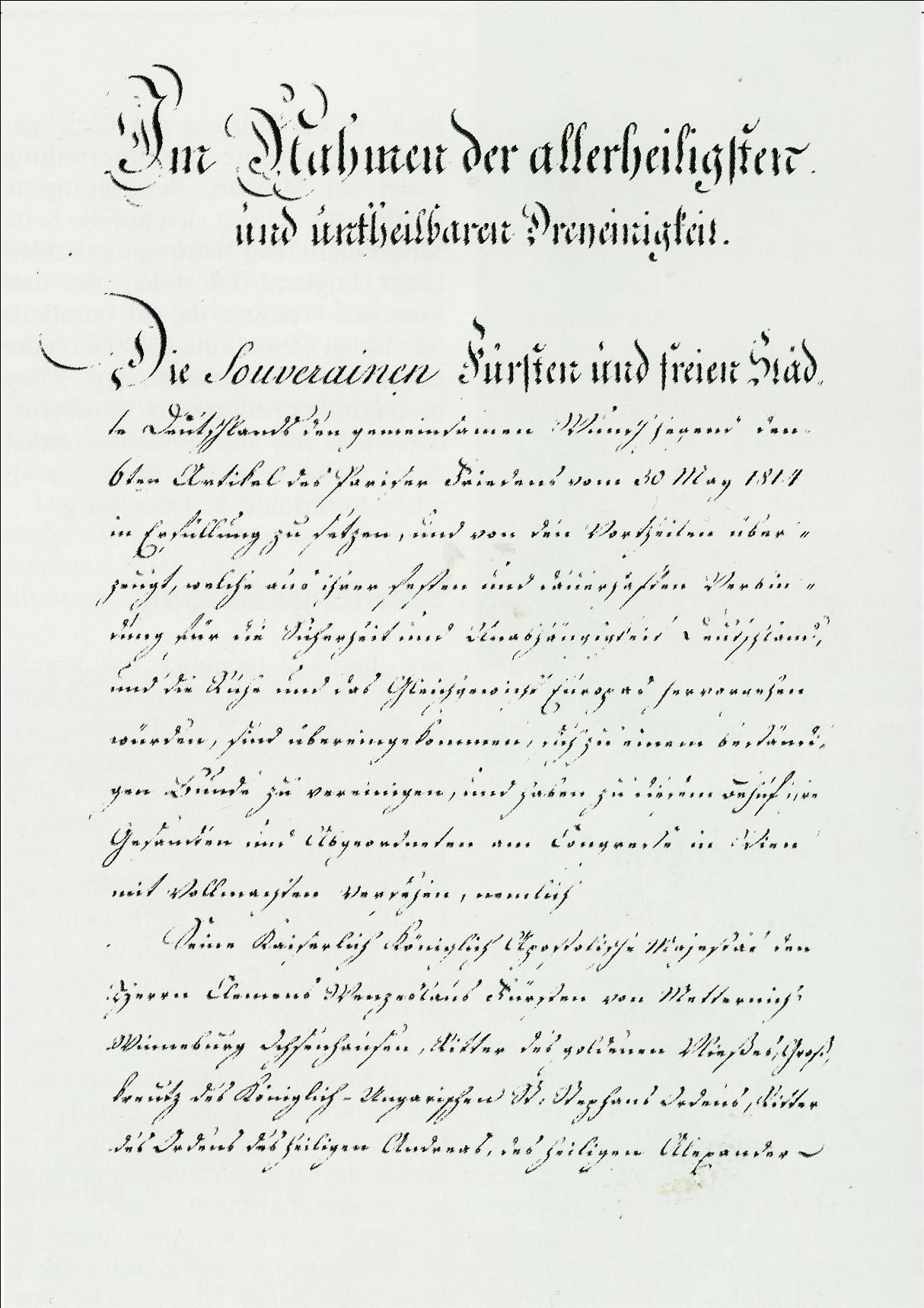
Bundesakte von 1815

In den Hohenzollernschen Fürstentümern bestanden historisch am Ende des HRR keine Landstände. Mit der Gründung des Deutschen Bundes regelte § 13 der Deutschen Bundesakte die Verpflichtung der Mitgliedsstaaten, „landständische Verfassungen“ zu erlassen. Dieser Verpflichtung kam Fürst Karl mit dem Erlass der Verfassungs-Urkunde für das Fürstenthum Hohenzollern-Sigmaringen vom 11. Juli 1833 nach. Mit dieser Verfassung wurden die Landstände des Fürstentums Hohenzollern-Sigmaringen in Leben gerufen. Sie tagten von 1831 bis 1849 dreijährlich.
Der Verfassungsentwurf war Februar/März 1831 von der Regierung fertiggestellt worden. Fürst Karl schrieb am 6. November 1831 die Wahlen zu einem Verfassunggebenden Landtag aus. Dieser sollte aus zwei Standesherren, einem Abgeordneten der Geistlichkeit und 10 gewählten Abgeordneten bestehen. Am 26. März 1832 wurde dieser Landtag offiziell eröffnet. Im Mai 1833 löste der Fürst den Landtag wieder auf, nachdem dieser einen Beschluss gefasst hatte, die Zahl der gewählten Mitglieder von 10 auf 20 zu erhöhen. Bis Ende Februar 1833 erfolgten die Wahlen der nun 23 Abgeordneten. Der so gewählte zweite Landtag trat am 22. April 1833 erstmals zusammen. Am 9. Juli 1833 beendete der Landtag seine Beratungen, Fürst Karl veröffentlichte die Verfassung dann am 11. Juli 1833. In Bezug auf die Größe des Landtags konnte dieser seinen Wunsch nach 20 gewählten Abgeordneten nicht durchsetzen, stattdessen wurden 14 Abgeordnete als Kompromiss festgelegt.

## Zusammensetzung
Die Zusammensetzung und Wahl des Landtags war im VIII. Titel (§§ 79–109) der Verfassung geregelt. Die Ständeversammlung bestand danach
1. aus den Fürstlichen Standesherren oder ihren Abgeordneten,
2. aus einem Abgeordneten der Geistlichkeit;
3. aus 14 Abgeordneten der aus sämtlichen Gemeinden des Fürstentums gebildeten sieben Wahlbezirke.

Als fürstliche Standesherren hatten die Fürsten von Fürstenberg (für ihre Herrschaften Jungnau und Frohnstetten) und die Fürsten von Thurn und Taxis (für ihre Herrschaften Ostrach und Straßberg) Virilstimmen. Sie mussten nicht persönlich erscheinen, sondern konnten sich vertreten lassen, was sie auch taten.
Der Vertreter der Geistlichkeit wurde durch diejenigen Geistlichen vorgenommen, die in den drei Ruralkapiteln Sitz und Stimme führten. Gewählt wurde derjenige, der die relative Mehrheit, mindestens jedoch ein Viertel der Stimmen auf sich vereinigte. Die Wahl erfolgte dahingehend, dass die Geistlichen ihren Kandidaten (und einen Stellvertreter) auf einen neutralen Wahlzettel schrieben und diesen in einem verschlossenen Umschlag über den Dekan ihrer Ruralkapitels an den ältesten Dekan, welcher als Wahlleiter wirkte, weiterleitete.
Die Wahl der Abgeordneten der Gemeinden erfolgte in indirekter Wahl. Die Hälfte der Wahlmänner wurde durch freie Wahl der Bürger der Gemeinde bestimmt. Je 10 Einwohner wurde ein Wahlmann gewählt. Die andere Hälfte wurde durch die höchstbesteuerten Ortsbürger gewählt. Für die Urwahl waren Männer stimmberechtigt, die das 25. Lebensjahr vollendet hatten und das Bürgerrecht in der Gemeinde hatten.
Die Wahl der eigentlichen Abgeordneten erfolgte auf Ebene der Wahlbezirke durch die Wahlmänner. Die Abgeordneten wurden in geheimer Wahl in einem Wahlgang (wenn im Wahlbezirk mehr als ein Abgeordneter gewählt wurde) gewählt.
Die Wahlprüfung stand der Ständeversammlung zu.
Die Abgeordneten waren auf sechs Jahre gewählt. Ausschließlich der Fürst hatte das Recht, Landtage einzuberufen. Ordentliche Landtage mussten alle drei Jahre einberufen werden und fanden in der Regel zwischen dem 15. September und 15. November statt. Für die Zeit zwischen den Landtagen bestand ein Ständischer Ausschuss.

## Kompetenzen
Die Kompetenzen des Landtags war im VI. Titel (§§ 65–71) der Verfassung geregelt. Dies waren
1. die verfassungsmäßige Mitwirkung zur Gesetzgebung,
2. die Steuerbewilligung,
3. die Mitwirkung bei der Militäraushebung (Tit. V. § 62),
4. die Mitwirkung bei der Landesfinanzverwaltung,
5. das Recht der Beschwerden und Anträge in Beziehung auf Staatsverwaltung überhaupt und im Einzelnen, und auf das Recht der Anklage wegen Verfassungsverletzungen.

Der Landtag hatte das Initiativrecht.

## Ende des Landtags, Nachgeschichte
Nach der Abdankung des Fürsten war das Fürstentum 1850 als Teil der Hohenzollernschen Lande an Preußen gefallen. Hierbei wurde die Verfassung aufgehoben und der Landtag entfiel ersatzlos. 1875 trat der Kommunallandtag der Hohenzollernschen Lande erstmals zusammen, der damit indirekt Nachfolger der Landstände des Fürstentums Hohenzollern-Sigmaringen wurde.

## Mitglieder der Landstände 1844
| Abgeordneter           | Beruf                                | Wahlkörper                        | Anmerkung             |
| ---------------------- | ------------------------------------ | --------------------------------- | --------------------- |
| Max Haller             | Hofkammerrat, Bergverwalter          | Standesherrschaft Straßberg       |                       |
| Unbesetzt              |                                      | Standesherrschaft Fürstenberg     |                       |
| Unbesetzt              |                                      | Standesherrschaft Thurn und Taxis |                       |
| Franz Anton Engst      | Dekan und Stadtpfaffer in Haigerloch | Geistlichkeit                     | Direktor des Landtags |
| Adam Franz Sales Emele | Pfarrer in Krauchenwies              | Geistlichkeit (Vertreter)         |                       |
| Martin Schäfer         | Bürgermeister Dettlingen             | Wahlbezirk I                      |                       |
| Matthias Blocher       | Lehrer Empfingen                     | Wahlbezirk I                      |                       |
| Baptist Mock           | Kaufmann Haigerloch                  | Wahlbezirk I (Vertreter)          |                       |
| Johann Baptist Eger    | Landeskassier Sigmaringen            | Wahlbezirk II                     |                       |
| Clemens Siedler        | Bürgermeister Gruol                  | Wahlbezirk II                     |                       |
| Joh. Georg Back        | Bürgermeister Haigerloch             | Wahlbezirk II (Vertreter)         |                       |
| Johann Schanz          | Wundarzt Melchingen                  | Wahlbezirk III                    |                       |
| Anton Reiser           | Schullehrer Gammertingen             | Wahlbezirk III                    |                       |
| Johann Rudolph         | Feldhausen                           | Wahlbezirk III (Vertreter)        |                       |
| Anton Dopfer           | Advokat Sigmaringen                  | Wahlbezirk IV                     |                       |
| Roman Hohl             | Pfarrer Glatt                        | Wahlbezirk IV                     |                       |
| Zachäus Stauß          | Bürgermeister Benzingen              | Wahlbezirk IV (Vertreter)         |                       |
| Carl von Sallwürk      | Oberamtmann Haigerloch               | Wahlbezirk V                      |                       |
| Otto Carl Würth        | Advokat Sigmaringen                  | Wahlbezirk V                      |                       |
| Joseph Diem            | Vilsingen                            | Wahlbezirk V (Vertreter)          |                       |
| Gabriel Eisele         | Tierarzt Sigmaringen                 | Wahlbezirk VI                     |                       |
| Stephan Gulde          | Bürgermeister Sigmaringendorf        | Wahlbezirk VI                     |                       |
| Johann Krezdorn        | Ostrach                              | Wahlbezirk VI (Vertreter)         |                       |
| Heinrich Karl          | Oberforstmeister Sigmaringen         | Wahlbezirk VII                    |                       |
| Micheler               | Advokat Gammertingen                 | Wahlbezirk VII                    |                       |
| Appronian Schöb        | Glashütte                            | Wahlbezirk VII (Vertreter)        |                       |

Ständischer Ausschuss: Franz Anton Engst, Advokat Micheler und Zachäus Stauß